# Eucrostes albicornaria
Eucrostes albicornaria är en fjärilsart som beskrevs av Paul Mabille 1879. Eucrostes albicornaria ingår i släktet Eucrostes och familjen mätare. Inga underarter finns listade i Catalogue of Life.